# Mary Emma Woolley
Mary Emma Woolley (13 de julio de 1863 – 5 de septiembre de 1947) fue una educadora y activista por la paz estadounidense, además de una partidaria del sufragio femenino. Fue la primera estudiante femenina en asistir a la Universidad Brown, y sirvió como la 11.ª presidenta de Colegio Monte Holyoke de 1900 a 1937.

## Primeros años y educación
Woolley era hija de Joseph Duah Woolley y Mary Augusta Ferris. Tuvo el diminutivo de May, y disfrutó de una infancia cómoda y cultivada en New England. Creció primero en Meriden (Connecticut), y desde comienzos de 1871, en Pawtucket (Rhode Island). Su padre era un clérigo congregacional y sus esfuerzos por incorporar el trabajo social a la religión tuvieron una profunda influencia en su hija. 
Woolley asistió al Providence High School y otros pequeños colegios dirigidos por mujeres antes de finalizar su educación secundaria en 1884 en el Seminario Wheaton de Norton (Massachusetts). Woolley regresó allí para enseñar desde 1885 a 1891. Tras viajar por Europa dos meses durante el verano de 1890, iba a asistir a la Universidad de Oxford, pero Elisha Benjamin Andrews, presidente de la Universidad Brown, convenció a Woolley para que se convirtiera en la primera estudiante femenina de Brown. Comenzó a asistir a Brown en otoño de 1890, mientras todavía enseñaba en Wheaton. En 1894, se licenció, y en 1895 obtuvo un master por su tesis titulada La historia temprana de la Oficina de Correos colonial (The Early History of the Colonial Post Office).

## Carrera docente
En 1895, Woolley comenzó a enseñar historia y literatura bíblica en Wellesley College. Era popular entre sus estudiantes y colegas y en 1896 se convirtió en profesora adjunta. En 1899 se convirtió en catedrática. Durante su tiempo en Wellesley, realizó cambios significativos en los programas de clase mientras obtenía experiencia administrativa como jefa de su departamento. También conoció a la catedrática Jeannette Marks en Wellesley, y las dos mujeres convivieron en una relación lésbica durante 55 años.
En diciembre de 1899, Brown le ofreció un trabajo como directora del recién fundado Women's College. Simultáneamente, Mount Holyoke College le ofreció su presidencia. 
Woolley aceptó la oferta de Mount Holyoke y el 1 de enero de 1901, a la edad de 38 años, se convirtió en una de las presidentas universitarias más jóvenes de Estados Unidos.

## Presidencia de Mount Holyoke
Nada más llegar a Mount Holyoke, Woolley perfiló sus opiniones sobre la educación femenina. Pese a que en el pasado la universidad había puesto el énfasis en la educación femenina al servicio de la sociedad, Woolley remarcó que en el futuro la educación de las mujeres no necesitaría ser justificada por nada que no tuviera una base intelectual. Woolley creía, a grandes rasgos, que la educación preparaba para la vida, y que una mujer con educación era capaz de conseguir cualquier cosa. Argumentó que si las mujeres no habían triunfado en el pasado, era porque su educación, o ausencia de la misma, las había retenido.
Como presidenta de una universidad para mujeres, una de sus muchas responsabilidades era apoyar públicamente la educación femenina. Durante sus 36 años de presidencia, trabajó para terminar con los prejuicios de la época que sostenían que las mujeres tenían una discapacidad de aprendizaje natural y que el trabajo mental afectaba negativamente a su salud. Woolley comenzó a tener influencia en la comunidad académica y dirigió esfuerzos colaborativos con otras universidades para mujeres para recaudar fondos, estándares académicos y la conciencia social pública de la educación femenina. Durante la presidencia de Woolley, Mount Holyokese convirtió en una de las mejores universidades de Estados Unidos tras haber construido un cuerpo docente sólido, atrayendo a estudiosos de las universidades de posgrado más prestigiosas al ofrecerles mejores salarios, becas de investigación y periodos sabáticos. 

## Jubilación y muerte
Woolley se jubiló en 1937 a los 74 años de edad, y como la directiva de Mount Holyoke no estaba contenta con sus actividades externas, se eligió como su sucesor a un hombre, Roswell Gray Ham. Esto decepcionó mucho a Woolley, y señaló que si un hombre era el presidente de una universidad para mujeres, la implicación era que no existía una candidata cualificada, por lo que los objetivos escolares de preparación de las mujeres para puestos de responsabilidad y liderazgo quedaban disminuidas. Tras su retiro, Woolley nunca volvió a visitar el campus de Mount Holyoke.
Woolley permaneció como defensora social activa durante su retiro, y dedicó mucho tiempo dando charlas en conferencias y reuniones. El 30 de septiembre de 1944 sufrió una hemorragia cerebral que la paralizó parcialmente. Pasó los últimos tres años de su vida en una silla de ruedas, siendo cuidada por Marks, hasta su fallecimiento en 1947.